# Norvégia a 2020. évi nyári olimpiai játékokon
Norvégia a japán Tokióban megrendezett 2020. évi nyári olimpiai játékok egyik részt vevő nemzete volt. Az országot 15 sportágban 93 sportoló képviselte, akik összesen 8 érmet szereztek.

## Érmesek
| Érem  | Versenyző                  | Sportág    | Versenyszám          |
| ----- | -------------------------- | ---------- | -------------------- |
| Arany | Kristian Blummenfelt       | Triatlon   | Férfi triatlon       |
| Arany | Karsten Warholm            | Atlétika   | Férfi 400 m gát      |
| Arany | Anders Mol Christian Sørum | Röplabda   | Férfi strandröplabda |
| Arany | Jakob Ingebrigtsen         | Atlétika   | Férfi 1500 m         |
| Ezüst | Kjetil Borch               | Evezés     | Férfi egypárevezős   |
| Ezüst | Eivind Henriksen           | Atlétika   | Férfi kalapácsvetés  |
| Bronz | Hermann Tomasgaard         | Vitorlázás | Férfi laser          |
| Bronz | Női kézilabda-válogatott   | Kézilabda  | Női kézilabda        |

## Atlétika
Férfi
| Versenyző            | Versenyszám     | Előfutam | Előfutam | Előfutam | Elődöntő | Elődöntő | Elődöntő | Döntő         | Döntő         |
| Versenyző            | Versenyszám     | Idő      | Hely.    | Össz.    | Idő      | Hely.    | Össz.    | Idő           | Helyezés      |
| -------------------- | --------------- | -------- | -------- | -------- | -------- | -------- | -------- | ------------- | ------------- |
| Filip Ingebrigtsen   | 1500 m          | 3:38.02  | 10.      | 21.      | kiesett  | kiesett  | kiesett  | kiesett       | kiesett       |
| Jakob Ingebrigtsen   | 1500 m          | 3:36.49  | 4.       | 11.      | 3:32.13  | 2.       | 2.       | 3:28.32       | Arany         |
| Narve Gilje Nordås   | 5000 m          | 13:41.82 | 12.      | 22.      |          |          |          | kiesett       | kiesett       |
| Karsten Warholm      | 400 m gát       | 48.65    | 1.       | 1.       | 47.30    | 1.       | 1.       | 45.94         | Arany         |
| Håvard Haukenes      | 50 km gyaloglás |          |          |          |          |          |          | nem ért célba | nem ért célba |
| Sondre Nordstad Moen | Maraton         | 2:17:59  | 40       |          |          |          |          |               |               |

| Versenyző         | Versenyszám   | Selejtező | Selejtező | Döntő    | Döntő    |
| Versenyző         | Versenyszám   | Eredmény  | Helyezés  | Eredmény | Helyezés |
| ----------------- | ------------- | --------- | --------- | -------- | -------- |
| Sondre Guttormsen | Rúdugrás      | 5.50 m    | 11.       | kiesett  | kiesett  |
| Eivind Henriksen  | Kalapácsvetés | 78.79 m   | 3.        | 81.58 m  | Ezüst    |
| Ola Stunes Isene  | Diszkoszvetés | 63.26 m   | 3.        | 61.18 m  | 12.      |

| Versenyző  | Versenyszám | 100 m | 100 m | Távolugrás | Távolugrás | Súlylökés | Súlylökés | Magasugrás | Magasugrás | 400 m | 400 m | 110 m gát | 110 m gát | Diszkoszvetés | Diszkoszvetés | Rúdugrás | Rúdugrás | Gerelyhajítás | Gerelyhajítás | 1500 m  | 1500 m | Végeredmény | Végeredmény |
| Versenyző  | Versenyszám | Idő   | Pont  | Eredmény   | Pont       | Eredmény  | Pont      | Eredmény   | Pont       | Idő   | Pont  | Idő       | Pont      | Eredmény      | Pont          | Eredmény | Pont     | Eredmény      | Pont          | Idő     | Pont   | Pont        | Helyezés    |
| ---------- | ----------- | ----- | ----- | ---------- | ---------- | --------- | --------- | ---------- | ---------- | ----- | ----- | --------- | --------- | ------------- | ------------- | -------- | -------- | ------------- | ------------- | ------- | ------ | ----------- | ----------- |
| Martin Roe | Tízpróba    | 10.86 | 892   | 7.03 m     | 821        | 13.98 m   | 727       | 1.96 m     | 767        | 50.93 | 772   | 15.47     | 794       | 48.37 m       | 836           | 4.80 m   | 849      | 62.28 m       | 772           | 4:47.58 | 633    | 7863        | 19.         |

Női
| Versenyző                 | Versenyszám | Előfutam | Előfutam | Előfutam | Elődöntő | Elődöntő | Elődöntő | Döntő         | Döntő         |
| Versenyző                 | Versenyszám | Idő      | Hely.    | Össz.    | Idő      | Hely.    | Össz.    | Idő           | Helyezés      |
| ------------------------- | ----------- | -------- | -------- | -------- | -------- | -------- | -------- | ------------- | ------------- |
| Hedda Hynne               | 800 m       | 2:00.76  | 3        | 8.       | 2:02.38  | 7        | 23.      | kiesett       | kiesett       |
| Karoline Bjerkeli Grøvdal | 5000 m      | 14:56.82 | 5        | 14.      |          |          |          | 15:09.37      | 14            |
| Karoline Bjerkeli Grøvdal | 10 000 m    |          |          |          |          |          |          | nem ért célba | nem ért célba |
| Amalie Iuel               | 400 m gát   | 55.65    | 6        | 20.      | 57.61    | 8        | 21.      | kiesett       | kiesett       |
| Line Kloster              | 400 m gát   | 56.45    | 7        | 29.      | kiesett  | kiesett  | kiesett  | kiesett       | kiesett       |

| Versenyző    | Versenyszám | Selejtező | Selejtező | Döntő    | Döntő    |
| Versenyző    | Versenyszám | Eredmény  | Helyezés  | Eredmény | Helyezés |
| ------------ | ----------- | --------- | --------- | -------- | -------- |
| Lene Retzius | Rúdugrás    | 4.25 m    | 14.       | kiesett  | kiesett  |

## Evezés
| Versenyző                                                   | Versenyszám              | Előfutam | Előfutam | Vigaszág | Vigaszág | Negyeddöntő | Negyeddöntő | Elődöntő | Elődöntő | Elődöntő | Döntő | Döntő      | Döntő      | Helyezés |
| Versenyző                                                   | Versenyszám              | Idő      | Hely.    | Idő      | Hely.    | Idő         | Hely.       | Típus    | Idő      | Hely.    | Típus | Idő        | Hely.      | Helyezés |
| ----------------------------------------------------------- | ------------------------ | -------- | -------- | -------- | -------- | ----------- | ----------- | -------- | -------- | -------- | ----- | ---------- | ---------- | -------- |
| Kjetil Borch                                                | Férfi egypár             | 6:54.46  | 1        |          |          | 7:10.97     | 1           | A/B      | 6:42.92  | 1        | A     | 6:41.66    | 2.         | Ezüst    |
| Kristoffer Brun Are Strandli                                | Férfi könnyűsúlyú kétpár | 6:25.74  | 1        |          |          |             |             | A/B      | 12:16.25 | 6.       | B     | nem indult | nem indult | 12.      |
| Martin Helseth Oscar Stabe Helvig Erik Solbakken Olaf Tufte | Férfi négypár            | 5:49.02  | 4        | 6:02.85  | 4        |             |             |          |          |          | B     | 5:47.34    | 3.         | 9.       |

## Golf
| Versenyző                  | Versenyszám  | 1. forduló | 2. forduló | 3. forduló | 4. forduló | Összesítve | Összesítve |
| Versenyző                  | Versenyszám  | Pontszám   | Pontszám   | Pontszám   | Pontszám   | Pontszám   | Helyezés   |
| -------------------------- | ------------ | ---------- | ---------- | ---------- | ---------- | ---------- | ---------- |
| Viktor Hovland             | Férfi egyéni | 68         | 69         | 71         | 64         | 272        | 14.        |
| Kristian Krogh Johannessen | Férfi egyéni | 72         | 70         | 71         | 71         | 284        | 53.        |
| Tonje Daffinrud            | Női egyéni   | 81         | 73         | 81         | 74         | 309        | 60.        |

## Kajak-kenu
| Versenyző          | Versenyszám      | Előfutam | Előfutam | Negyeddöntő | Negyeddöntő | Elődöntő | Elődöntő | Döntő   | Döntő   | Döntő    | Helyezés |
| Versenyző          | Versenyszám      | Idő      | Hely.    | Idő         | Hely.       | Idő      | Hely.    | Típus   | Idő     | Helyezés | Helyezés |
| ------------------ | ---------------- | -------- | -------- | ----------- | ----------- | -------- | -------- | ------- | ------- | -------- | -------- |
| Lars Magne Ullvang | Férfi K-1 1000 m | 3:47.253 | 3        | 3:49.830    | 3           | kiesett  | kiesett  | kiesett | kiesett | kiesett  | kiesett  |

## Kerékpározás

#### Országúti kerékpározás
Férfi
| Versenyző             | Versenyszám   | Idő     | Helyezés |
| --------------------- | ------------- | ------- | -------- |
| Tobias Foss           | Mezőnyverseny | 6:16:53 | 61       |
| Markus Hoelgaard      | Mezőnyverseny | 6:15:38 | 34       |
| Andreas Leknessund    | Mezőnyverseny | 6:25:12 | 83       |
| Tobias H. Johannessen | Mezőnyverseny | 6:25:12 | 82       |

Női
| Versenyző       | Versenyszám   | Idő           | Helyezés      |
| --------------- | ------------- | ------------- | ------------- |
| Katrine Aalerud | Időfutam      | 34:33.38      | 20            |
| Katrine Aalerud | Mezőnyverseny | 3:59:52       | 37            |
| Stine Borgli    | Mezőnyverseny | nem ért célba | nem ért célba |

#### Pályakerékpározás
| Versenyző      | Versenyszám | Scratch | Scratch | Tempo verseny | Tempo verseny | Kieséses verseny | Kieséses verseny | Pontverseny | Össz. pont | Hely |
| Versenyző      | Versenyszám | Hely    | Pont    | Hely          | Pont          | Hely             | Pont             | Pont        | Össz. pont | Hely |
| -------------- | ----------- | ------- | ------- | ------------- | ------------- | ---------------- | ---------------- | ----------- | ---------- | ---- |
| Anita Stenberg | Női omnium  | 4       | 34      | 4             | 34            | 8                | 26               | 3           | 97         | 5    |

#### Hegyi-kerékpározás
| Versenyző    | Versenyszám        | Idő     | Helyezés |
| ------------ | ------------------ | ------- | -------- |
| Erik Hægstad | Férfi terepverseny | 1:31:14 | 24       |

#### BMX
| Versenyző      | Versenyszám | Negyeddöntő | Negyeddöntő | Elődöntő | Elődöntő | Döntő   | Döntő   |
| Versenyző      | Versenyszám | Pont        | Hely        | Pont     | Hely     | Pont    | Hely    |
| -------------- | ----------- | ----------- | ----------- | -------- | -------- | ------- | ------- |
| Tore Navrestad | Férfi BMX   | 9           | 3           | 18       | 6        | kiesett | kiesett |

## Kézilabda
Férfi
Játékoskeret
| Norvég férfi kézilabdacsapat-játékoskeret | Norvég férfi kézilabdacsapat-játékoskeret                                                                                              |
| --- | --- |
| - Sander Sagosen - Bjarte Myrhol - Magnus Fredriksen - Petter Øverby - Kristian Sæverås - Kent Robin Tønnesen - Magnus Jøndal - Kristian Bjørnsen | - Magnus Gullerud - Christian O'Sullivan - Simen Holand Pettersen - Harald Reinkind - Torbjørn Bergerud - Kevin Gulliksen - Magnus Rød |

Csoportkör
| Hely. | Csapat              | M | Gy | D | V | G+  | G–  | Gk  | P | Továbbjutás |
| ----- | ------------------- | - | -- | - | - | --- | --- | --- | - | ----------- |
| 1.    | Franciaország (FRA) | 5 | 4  | 0 | 1 | 162 | 148 | +14 | 8 | Negyeddöntő |
| 2.    | Spanyolország (ESP) | 5 | 4  | 0 | 1 | 155 | 142 | +13 | 8 | Negyeddöntő |
| 3.    | Németország (GER)   | 5 | 3  | 0 | 2 | 146 | 131 | +15 | 6 | Negyeddöntő |
| 4.    | Norvégia (NOR)      | 5 | 3  | 0 | 2 | 136 | 132 | +4  | 6 | Negyeddöntő |
| 5.    | Brazília (BRA)      | 5 | 1  | 0 | 4 | 128 | 145 | −17 | 2 |             |
| 6.    | Argentína (ARG)     | 5 | 0  | 0 | 5 | 125 | 154 | −29 | 0 |             |

| 2021. július 24. 9:00 (2:00) | Norvégia (NOR) | 27–24       | Brazília (BRA) | Jojogi Nemzeti Sportcsarnok, Tokió Nézőszám: 0 Játékvezetők: Horáček, Novotný (CZE) |
| 2021. július 24. 9:00 (2:00) | Sagosen 8      | (12–13)     | Langaro 5      | Jojogi Nemzeti Sportcsarnok, Tokió Nézőszám: 0 Játékvezetők: Horáček, Novotný (CZE) |
| 2021. július 24. 9:00 (2:00) |                | Jegyzőkönyv | 6× 1×          | Jojogi Nemzeti Sportcsarnok, Tokió Nézőszám: 0 Játékvezetők: Horáček, Novotný (CZE) |

| 2021. július 26. 16:15 (9:15) | Spanyolország (ESP) | 28–27       | Norvégia (NOR) | Jojogi Nemzeti Sportcsarnok, Tokió Játékvezetők: Nikolov, Nachevski (MKD) |
| 2021. július 26. 16:15 (9:15) | Figueras 10         | (13–14)     | Jøndal 9       | Jojogi Nemzeti Sportcsarnok, Tokió Játékvezetők: Nikolov, Nachevski (MKD) |
| 2021. július 26. 16:15 (9:15) | 5× 1×               | Jegyzőkönyv | 2× 2×          | Jojogi Nemzeti Sportcsarnok, Tokió Játékvezetők: Nikolov, Nachevski (MKD) |

| 2021. július 28. 16:15 (9:15) | Norvégia (NOR) | 27–23       | Argentína (ARG)       | Jojogi Nemzeti Sportcsarnok, Tokió Játékvezetők: Fonseca, Santos (POR) |
| 2021. július 28. 16:15 (9:15) | Sagosen 7      | (13–12)     | Pizarro, D. Simonet 5 | Jojogi Nemzeti Sportcsarnok, Tokió Játékvezetők: Fonseca, Santos (POR) |
| 2021. július 28. 16:15 (9:15) | 4× 2×          | Jegyzőkönyv | 7× 2×                 | Jojogi Nemzeti Sportcsarnok, Tokió Játékvezetők: Fonseca, Santos (POR) |

| 2021. július 30. 21:30 (14:30) | Németország (GER) | 28–23       | Norvégia (NOR) | Jojogi Nemzeti Sportcsarnok, Tokió Játékvezetők: Brunner, Salah (SUI) |
| 2021. július 30. 21:30 (14:30) | Gensheimer 6      | (14–11)     | Sagosen 7      | Jojogi Nemzeti Sportcsarnok, Tokió Játékvezetők: Brunner, Salah (SUI) |
| 2021. július 30. 21:30 (14:30) | 3× 1×             | Jegyzőkönyv | 5× 2×          | Jojogi Nemzeti Sportcsarnok, Tokió Játékvezetők: Brunner, Salah (SUI) |

| 2021. augusztus 1. 16:15 (9:15) | Norvégia (NOR) | 32–29       | Franciaország (FRA)    | Jojogi Nemzeti Sportcsarnok, Tokió Játékvezetők: Nachevski, Nikolov (MKD) |
| 2021. augusztus 1. 16:15 (9:15) | Sagosen 7      | (15–15)     | Descat, N. Karabatić 5 | Jojogi Nemzeti Sportcsarnok, Tokió Játékvezetők: Nachevski, Nikolov (MKD) |
| 2021. augusztus 1. 16:15 (9:15) | 1× 1×          | Jegyzőkönyv | 3× 1×                  | Jojogi Nemzeti Sportcsarnok, Tokió Játékvezetők: Nachevski, Nikolov (MKD) |

Negyeddöntő
| 2021. augusztus 3. 17:00 (10:00) | Dánia (DEN)       | 31–25       | Norvégia (NOR) | Jojogi Nemzeti Sportcsarnok, Tokió Játékvezetők: Bonaventura, Bonaventura (FRA) |
| 2021. augusztus 3. 17:00 (10:00) | M. Hansen, Holm 8 | (13–12)     | Sagosen 8      | Jojogi Nemzeti Sportcsarnok, Tokió Játékvezetők: Bonaventura, Bonaventura (FRA) |
| 2021. augusztus 3. 17:00 (10:00) | 4× 1×             | Jegyzőkönyv | 3× 1×          | Jojogi Nemzeti Sportcsarnok, Tokió Játékvezetők: Bonaventura, Bonaventura (FRA) |

Női
Játékoskeret
| Norvég női kézilabdacsapat-játékoskeret                                                                                                   | Norvég női kézilabdacsapat-játékoskeret                                                                                              |
| --- | --- |
| - Henny Reistad - Veronica Kristiansen - Marit Malm Frafjord - Stine Skogrand - Nora Mørk - Stine Oftedal - Silje Solberg - Kari Brattset | - Katrine Lunde - Marit Røsberg Jacobsen - Camilla Herrem - Sanna Solberg-Isaksen - Kristine Breistøl - Marta Tomac - Vilde Johansen |

Csoportkör
| Hely. | Csapat           | M | Gy | D | V | G+  | G–  | Gk  | P  | Továbbjutás |
| ----- | ---------------- | - | -- | - | - | --- | --- | --- | -- | ----------- |
| 1.    | Norvégia (NOR)   | 5 | 5  | 0 | 0 | 170 | 123 | +47 | 10 | Negyeddöntő |
| 2.    | Hollandia (NED)  | 5 | 4  | 0 | 1 | 169 | 143 | +26 | 8  | Negyeddöntő |
| 3.    | Montenegró (MNE) | 5 | 2  | 0 | 3 | 139 | 142 | −3  | 4  | Negyeddöntő |
| 4.    | Dél-Korea (KOR)  | 5 | 1  | 1 | 3 | 147 | 165 | −18 | 3  | Negyeddöntő |
| 5.    | Angola (ANG)     | 5 | 1  | 1 | 3 | 130 | 156 | −26 | 3  |             |
| 6.    | Japán (JPN) (R)  | 5 | 1  | 0 | 4 | 124 | 150 | −26 | 2  |             |

1. 1 2  Dél-Korea 31–31 Angola

| 2021. július 25. 16:15 (9:15) | Norvégia (NOR) | 39–27       | Dél-Korea (KOR)         | Jojogi Nemzeti Sportcsarnok, Tokió Játékvezetők: Bonaventura, Bonaventura (FRA) |
| 2021. július 25. 16:15 (9:15) | Brattset 11    | (18–10)     | Sim Hein (Sim Hae-in) 5 | Jojogi Nemzeti Sportcsarnok, Tokió Játékvezetők: Bonaventura, Bonaventura (FRA) |
| 2021. július 25. 16:15 (9:15) | 5×             | Jegyzőkönyv | 2× 1×                   | Jojogi Nemzeti Sportcsarnok, Tokió Játékvezetők: Bonaventura, Bonaventura (FRA) |

| 2021. július 27. 19:30 (12:30) | Angola (ANG)      | 21–30       | Norvégia (NOR) | Jojogi Nemzeti Sportcsarnok, Tokió Játékvezetők: García, Paolantoni (ARG) |
| 2021. július 27. 19:30 (12:30) | Guialo, Kassoma 6 | (10–15)     | Solberg 7      | Jojogi Nemzeti Sportcsarnok, Tokió Játékvezetők: García, Paolantoni (ARG) |
| 2021. július 27. 19:30 (12:30) | 4×                | Jegyzőkönyv | 3× 2×          | Jojogi Nemzeti Sportcsarnok, Tokió Játékvezetők: García, Paolantoni (ARG) |

| 2021. július 29. 16:15 (9:15) | Montenegró (MNE) | 23–35       | Norvégia (NOR)  | Jojogi Nemzeti Sportcsarnok, Tokió Játékvezetők: Bonaventura, Bonaventura (FRA) |
| 2021. július 29. 16:15 (9:15) | Radičević 6      | (13–13)     | Mørk, Reistad 7 | Jojogi Nemzeti Sportcsarnok, Tokió Játékvezetők: Bonaventura, Bonaventura (FRA) |
| 2021. július 29. 16:15 (9:15) | 3× 2×            | Jegyzőkönyv | 3×              | Jojogi Nemzeti Sportcsarnok, Tokió Játékvezetők: Bonaventura, Bonaventura (FRA) |

| 2021. július 31. 21:30 (14:30) | Norvégia (NOR) | 29–27       | Hollandia (NED) | Jojogi Nemzeti Sportcsarnok, Tokió Játékvezetők: Alpaidze, Berezkina (RUS) |
| 2021. július 31. 21:30 (14:30) | Mørk 9         | (16–13)     | Smits 7         | Jojogi Nemzeti Sportcsarnok, Tokió Játékvezetők: Alpaidze, Berezkina (RUS) |
| 2021. július 31. 21:30 (14:30) | 2×             | Jegyzőkönyv | 3×              | Jojogi Nemzeti Sportcsarnok, Tokió Játékvezetők: Alpaidze, Berezkina (RUS) |

| 2021. augusztus 2. 21:30 (14:30) | Norvégia (NOR) | 37–25       | Japán (JPN)       | Jojogi Nemzeti Sportcsarnok, Tokió Játékvezetők: El-Saied, El-Saied (EGY) |
| 2021. augusztus 2. 21:30 (14:30) | Frafjord 6     | (16–11)     | Ójama, Jokosima 5 | Jojogi Nemzeti Sportcsarnok, Tokió Játékvezetők: El-Saied, El-Saied (EGY) |
| 2021. augusztus 2. 21:30 (14:30) | 3×             | Jegyzőkönyv | 1× 2×             | Jojogi Nemzeti Sportcsarnok, Tokió Játékvezetők: El-Saied, El-Saied (EGY) |

Negyeddöntő
| 2021. augusztus 4. 13:15 (6:15) | Norvégia (NOR)  | 26–22       | Magyarország (HUN) | Jojogi Nemzeti Sportcsarnok, Tokió Játékvezetők: Bonaventura, Bonaventura (FRA) |
| 2021. augusztus 4. 13:15 (6:15) | Brattset Dale 7 | (12–10)     | Zácsik 5           | Jojogi Nemzeti Sportcsarnok, Tokió Játékvezetők: Bonaventura, Bonaventura (FRA) |
| 2021. augusztus 4. 13:15 (6:15) |                 | Jegyzőkönyv | 2×                 | Jojogi Nemzeti Sportcsarnok, Tokió Játékvezetők: Bonaventura, Bonaventura (FRA) |

Elődöntő
| 2021. augusztus 6. 21:00 (14:00) | Norvégia (NOR) | 26–27       | Az Orosz Olimpiai Bizottság versenyzői (ROC) | Jojogi Nemzeti Sportcsarnok, Tokió Játékvezetők: Bonaventura, Bonaventura (FRA) |
| 2021. augusztus 6. 21:00 (14:00) | Mørk 10        | (11–14)     | Vjahireva 9                                  | Jojogi Nemzeti Sportcsarnok, Tokió Játékvezetők: Bonaventura, Bonaventura (FRA) |
| 2021. augusztus 6. 21:00 (14:00) | 4× 1×          | Jegyzőkönyv | 3× 1×                                        | Jojogi Nemzeti Sportcsarnok, Tokió Játékvezetők: Bonaventura, Bonaventura (FRA) |

Bronzmérkőzés
| 2021. augusztus 8. 11:00 (4:00) | Norvégia (NOR)   | 36–19       | Svédország (SWE)    | Jojogi Nemzeti Sportcsarnok, Tokió Játékvezetők: Alpaidze, Berezkina (RUS) |
| 2021. augusztus 8. 11:00 (4:00) | Brattset, Mørk 8 | (19–7)      | Carlson, Westberg 4 | Jojogi Nemzeti Sportcsarnok, Tokió Játékvezetők: Alpaidze, Berezkina (RUS) |
| 2021. augusztus 8. 11:00 (4:00) | 3× 1×            | Jegyzőkönyv | 3×                  | Jojogi Nemzeti Sportcsarnok, Tokió Játékvezetők: Alpaidze, Berezkina (RUS) |

## Lovaglás
| Versenyző      | Ló     | Versenyszám       | Selejtező | Selejtező | Döntő        | Döntő        | Döntő        |
| Versenyző      | Ló     | Versenyszám       | Hiba      | Hely      | Idő          | Hiba         | Hely         |
| -------------- | ------ | ----------------- | --------- | --------- | ------------ | ------------ | ------------ |
| Geir Gulliksen | Quatro | Egyéni díjugratás | 1         | =26       | visszalépett | visszalépett | visszalépett |

## Műugrás
| Versenyző  | Versenyszám            | Selejtező | Selejtező | Elődöntő | Elődöntő | Döntő   | Döntő    |
| Versenyző  | Versenyszám            | Pont      | Helyezés  | Pont     | Helyezés | Pont    | Helyezés |
| ---------- | ---------------------- | --------- | --------- | -------- | -------- | ------- | -------- |
| Anne Tuxen | Női egyéni toronyugrás | 219.15    | 28        | kiesett  | kiesett  | kiesett | kiesett  |

## Röplabda

#### Strandröplabda
| Versenyző                 | Versenyszám | Selejtező                                                                              | Hely | Nyolcaddöntő                 | Negyeddöntő                   | Elődöntő                 | Döntő                                    | Hely  |
| ------------------------- | ----------- | -------------------------------------------------------------------------------------- | ---- | ---------------------------- | ----------------------------- | ------------------------ | ---------------------------------------- | ----- |
| Anders MolChristian Sørum | Férfi       | McHugh/Schumann (AUS) · 2-1 Gavira/Herrera (ESP) · 2-0 · Szemjonov/Lesukov (ROC) · 0-2 | 2.   | Brouwer/Meeuwsen (NED) · 2-0 | Szemjonov/Lesukov (ROC) · 2-0 | Pļaviņš/Točs (LAT) · 2-0 | Kraszilnyikov/Sztojanovszkij (ROC) · 2-0 | Arany |

## Sportlövészet
Férfi
| Versenyző        | Versenyszám          | Selejtező | Selejtező | Döntő   | Döntő   |
| Versenyző        | Versenyszám          | Pont      | Hely      | Pont    | Hely    |
| ---------------- | -------------------- | --------- | --------- | ------- | ------- |
| Jon-Hermann Hegg | Légpuska             | 625.5     | 22        | kiesett | kiesett |
| Jon-Hermann Hegg | Sportpuska összetett | 1181      | 3         | 438.0   | 4       |
| Henrik Larsen    | Sportpuska összetett | 1175      | 9         | kiesett | kiesett |
| Henrik Larsen    | Légpuska             | 627.4     | 11        | kiesett | kiesett |
| Erik Watndal     | Skeet                | 121       | 14        | kiesett | kiesett |

Női
| Versenyző             | Versenyszám          | Selejtező | Selejtező | Döntő   | Döntő   |
| Versenyző             | Versenyszám          | Pont      | Hely      | Pont    | Hely    |
| --------------------- | -------------------- | --------- | --------- | ------- | ------- |
| Jeanette Hegg Duestad | Légpuska             | 632.9     | 1         | 209.3   | 4       |
| Jeanette Hegg Duestad | Sportpuska összetett | 1171      | 8         | 439.9   | 4       |
| Jenny Stene           | Sportpuska összetett | 1168      | 12        | kiesett | kiesett |
| Jenny Stene           | Légpuska             | 625.5     | 19        | kiesett | kiesett |

Vegyes
| Versenyző                          | Versenyszám            | Selejtező | Selejtező | Döntő   | Döntő   |
| Versenyző                          | Versenyszám            | Pont      | Hely      | Pont    | Hely    |
| ---------------------------------- | ---------------------- | --------- | --------- | ------- | ------- |
| Jeanette Hegg DuestadHenrik Larsen | Vegyes csapat légpuska | 626.8     | 10        | kiesett | kiesett |
| Jenny SteneJon-Hermann Hegg        | Vegyes csapat légpuska | 626.8     | 9         | kiesett | kiesett |

## Taekwondo
| Versenyző        | Versenyszám     | Nyolcaddöntő             | Negyeddöntő | Elődöntő | Vígaszág               | Bronz- mérkőzés    | Döntő   | Hely |
| ---------------- | --------------- | ------------------------ | ----------- | -------- | ---------------------- | ------------------ | ------- | ---- |
| Richard Ordemann | Férfi váltósúly | Al-Sharabaty (JOR) · 4-5 |             |          | Mahboubi (MAR) · 25-10 | Eissa (EGY) · 4-12 | kiesett | 5.   |

## Torna
Férfi
| Versenyző        | Versenyszám | Selejtező | Selejtező | Döntő    | Döntő    |
| Versenyző        | Versenyszám | Pontszám  | Helyezés  | Pontszám | Helyezés |
| ---------------- | ----------- | --------- | --------- | -------- | -------- |
| Sofus Heggemsnes | Lólengés    | 13.066    | 44        | kiesett  | kiesett  |
| Sofus Heggemsnes | Gyűrű       | 13.233    | 52        | kiesett  | kiesett  |
| Sofus Heggemsnes | Korlát      | 13.133    | 61        | kiesett  | kiesett  |
| Sofus Heggemsnes | Nyújtó      | 12.933    | 52        | kiesett  | kiesett  |

Női
| Versenyző      | Versenyszám   | Selejtező | Selejtező | Döntő    | Döntő    |
| Versenyző      | Versenyszám   | Pontszám  | Helyezés  | Pontszám | Helyezés |
| -------------- | ------------- | --------- | --------- | -------- | -------- |
| Julie Erichsen | Felemáskorlát | 11.566    | 75.       | kiesett  | kiesett  |

## Triatlon
| Versenyző            | Versenyszám | 1,5 km úszás | Depózás 1 | 43 km kerékpározás | Depózás 2 | 10 km futás | Összesítés | Összesítés |
| Versenyző            | Versenyszám | Idő          | Idő       | Idő                | Idő       | Idő         | Idő        | Helyezés   |
| -------------------- | ----------- | ------------ | --------- | ------------------ | --------- | ----------- | ---------- | ---------- |
| Kristian Blummenfelt | Férfi       | 18:04        | 0:39      | 56:19              | 0:28      | 29:34       | 1:45:04    | Arany      |
| Gustav Iden          | Férfi       | 18:24        | 0:39      | 55:59              | 0:29      | 30:29       | 1:46:00    | 8          |
| Casper Stornes       | Férfi       | 17:58        | 0:42      | 56:21              | 0:28      | 30:50       | 1:46:19    | 11         |
| Lotte Miller         | Női         | 19:58        | 0:46      | 64:35              | 0:35      | 36:49       | 2:02:43    | 24         |

## Úszás
Férfi
| Versenyző           | Versenyszám    | Előfutam | Előfutam | Előfutam | Elődöntő | Elődöntő | Elődöntő | Döntő   | Döntő    |
| Versenyző           | Versenyszám    | Idő      | Hely.    | Össz.    | Idő      | Hely.    | Össz.    | Idő     | Helyezés |
| ------------------- | -------------- | -------- | -------- | -------- | -------- | -------- | -------- | ------- | -------- |
| Henrik Christiansen | 400 m gyors    | 3:48.88  | 5.       | 21.      |          |          |          | kiesett | kiesett  |
| Henrik Christiansen | 800 m gyors    | 7:48.37  | 5.       | 9.       | kiesett  | kiesett  |          |         |          |
| Henrik Christiansen | 1500 m gyors   | 15:11.14 | 7.       | 21.      | kiesett  | kiesett  |          |         |          |
| Tomoe Zenimoto Hvas | 100 m pillangó | 52.22    | 1.       | 27.      | kiesett  | kiesett  | kiesett  | kiesett | kiesett  |
| Tomoe Zenimoto Hvas | 200 m pillangó | 1:56.30  | 1.       | 19.      | kiesett  | kiesett  | kiesett  | kiesett | kiesett  |
| Tomoe Zenimoto Hvas | 200 m vegyes   | 1:57.64  | 1.       | 12.      | 2:00.21  | 8.       | 16.      | kiesett | kiesett  |
| André Grindheim     | 100 m mell     | 1:00.86  | 4.       | 35.      | kiesett  | kiesett  | kiesett  | kiesett | kiesett  |

Női
| Versenyző        | Versenyszám | Előfutam | Előfutam | Előfutam | Elődöntő | Elődöntő | Elődöntő | Döntő   | Döntő    |
| Versenyző        | Versenyszám | Idő      | Hely.    | Össz.    | Idő      | Hely.    | Össz.    | Idő     | Helyezés |
| ---------------- | ----------- | -------- | -------- | -------- | -------- | -------- | -------- | ------- | -------- |
| Ingeborg Løyning | 100 m hát   | 1:00.07  | 5.       | 18.      | kiesett  | kiesett  | kiesett  | kiesett | kiesett  |
| Ingeborg Løyning | 200 m hát   | 2:11.68  | 1.       | 17.      | kiesett  | kiesett  | kiesett  | kiesett | kiesett  |

## Vitorlázás
Férfi
| Versenyző          | Versenyszám | Futam | Futam | Futam | Futam | Futam | Futam | Futam | Futam | Futam | Futam | Futam | Futam | Futam   | Pontszám | Helyezés |
| Versenyző          | Versenyszám | 1     | 2     | 3     | 4     | 5     | 6     | 7     | 8     | 9     | 10    | 11    | 12    | É       | Pontszám | Helyezés |
| ------------------ | ----------- | ----- | ----- | ----- | ----- | ----- | ----- | ----- | ----- | ----- | ----- | ----- | ----- | ------- | -------- | -------- |
| Endre Funnemark    | Szörf       | 14    | 16    | 5     | 11    | 11    | 26    | 9     | 10    | 3     | 19    | 12    | 16    | kiesett | 126      | 14       |
| Hermann Tomasgaard | Laser       | 3     | 18    | 15    | 2     | 6     | 8     | 10    | 5     | 19    | 4     |       |       | 14      | 85       | Bronz    |
| Anders Pedersen    | Finn dingi  | 14    | 6     | 2     | 10    | 13    | 12    | 5     | 11    | 9     | 4     |       |       | kiesett | 82       | 11       |

Női
| Versenyző                  | Versenyszám  | Futam | Futam | Futam | Futam | Futam | Futam | Futam | Futam | Futam | Futam | Futam | Futam | Futam | Pontszám | Helyezés |
| Versenyző                  | Versenyszám  | 1     | 2     | 3     | 4     | 5     | 6     | 7     | 8     | 9     | 10    | 11    | 12    | É     | Pontszám | Helyezés |
| -------------------------- | ------------ | ----- | ----- | ----- | ----- | ----- | ----- | ----- | ----- | ----- | ----- | ----- | ----- | ----- | -------- | -------- |
| Linn Flem Høst             | Laser radial | 20    | 3     | 1     | 3     | 10    | 25    | 12    | 6     | 24    | 22    |       |       | 10    | 111      | 8        |
| Helene NæssMarie Rønningen | 49erFX       | 10    | 17    | 12    | 13    | 10    | 9     | 4     | 9     | 2     | 3     | 18    | 7     | 4     | 100      | 7        |

Vegyes
| Versenyző                                          | Versenyszám | Futam | Futam | Futam | Futam | Futam | Futam | Futam | Futam | Futam | Futam | Futam | Futam | Futam   | Pontszám | Helyezés |
| Versenyző                                          | Versenyszám | 1     | 2     | 3     | 4     | 5     | 6     | 7     | 8     | 9     | 10    | 11    | 12    | É       | Pontszám | Helyezés |
| -------------------------------------------------- | ----------- | ----- | ----- | ----- | ----- | ----- | ----- | ----- | ----- | ----- | ----- | ----- | ----- | ------- | -------- | -------- |
| Nicholas Fadler MartinsenMartine Steller Mortensen | Nacra 17    | 14    | 17    | 18    | 19    | 19    | 18    | 17    | 15    | 17    | 12    | 19    | 17    | kiesett | 183      | 19       |